# Венерологија
Венерологија је грана медицине која се бави проучавањем и лечењем полно преносивих болести. Назив потиче од староримске богиње Венере, која је повезивана са љубављу, лепотом и плодношћу. Лекар специјализован за венерологију назива се венеролог. У многим деловима света ова специјалност је обично комбинована са дерматологијом, јер се већина полно преносивих инфекција манифестује као лезије коже и слузокоже.
Полно преносиве болести укључују бактеријске, вирусне, гљивичне и паразитске инфекције. Неки од најважнијих обољења су ХИВ инфекција, сифилис, гонореја, кламидија, кандидијаза, херпес симплекс, инфекција хуманим папилома вирусом и генитална шуга. Остале полно преносиве инфекције које се проучавају у оквиру венерологије укључују шанкроид, венерични лимфогранулом, ингвинални гранулом (донованоза), хепатитис Б и цитомегаловирусну инфекцију.
У Индији је формална обука за венерологе започета 1910. године, што је довело до шире примене микроскопије и серологије широм Британске империје. Пре тога, многи случајеви раног сифилиса били су или погрешно дијагностиковани као шанкроид или у потпуности превиђени. У сумњивим и атипичним случајевима, дијагноза се понекад постављала остављањем пацијента без лечења како би се видело да ли ће се развити секундарни сифилис.

## Етимологија
Реч венереологија је изведена од venereus и λογος (логос). Придев venereus је први пут је забележен 1432. године, али је и раније коришћен у схоластици, на пример од Томе Аквинског, и изведен је од латинског venus. Грчка реч λογος значи „реч”, „учење”. У медицинској употреби се често користи придев „венерички”, што је синоним за „сексуално преносив”.
Израз „венерична болест” први пут је употребио француски лекар Жак де Бетенкур 1527. године да опише сифилис (и гонореју, која се дугоније јасно разликовала од сифилиса) уместо израза „француска болест”, који је омаловажавао његову земљу.

## Пет класичних венеричних болести
Почетком 20. века, медицинска наука венерологије обухватала је само пет класичних венеричних болести:
1. Сифилис – Узрокује га бактерија Treponema pallidum. Болест има више стадијума (примарни, секундарни, латентни и терцијарни), а може довести до тешких компликација ако се не лечи.
2. Гонореја – Узрокује је бактерија Neisseria gonorrhoeae. Изазива инфекције урогениталног тракта, ректума и грла, а ако се не лечи, може довести до стерилитета и других компликација.
3. Шанкроид – Узрокује га бактерија Haemophilus ducreyi. Карактерише га болни улкус (отворена рана) на гениталијама и увећани, болни лимфни чворови.
4. Венерични лимфогранулом – Изазива га Chlamydia trachomatis (серотипови L1, L2, L3). Узрокује улцерације и отечене лимфне чворове, а у каснијим фазама може довести до хроничног лимфедема и фиброзе.
5. Ингвинални гранулом (донованоза) – Узрокује га бактерија Klebsiella granulomatis. Карактеришу га безболне, споро зарастајуће улцерације које могу довести до тешке деструкције ткива ако се не лече.

Ове болести су у прошлости биле доминантне међу полно преносивим инфекцијама, али су данас у великој мери потиснуте модерним методама дијагностике и лечења.
У том периоду, вирусологија је још увек била неразвијена, а разумевање вируса било је ограничено.
До раних 1960-их, у медицинским уџбеницима било је описано око шест полно преносивих болести, а истраживања у области сексуално преносивих инфекција била су оскудна. Штавише, постојало је мало медицинских центара који су нудили клиничку негу пацијентима са овим болестима, остављајући их без адекватних ресурса за лечење и подршку.